# Nat Turner
Nat Turner (2 de outubro de 1800 – 11 de novembro de 1831) foi um escravo americano que liderou uma rebelião de escravos e negros livres no Condado de Southampton, na Virgínia (no leste dos Estados Unidos), em 21 de agosto de 1831, que resultou na morte de 55 a 65 brancos. Em retaliação, milícias e gangues de brancos mataram mais de 200 negros no processo de sufocar a revolta (e depois executaram mais 50).
Turner nasceu escravo e passou sua infância e adolescência trabalhando em plantações. Extremamente religioso, ele afirmava receber visões de Deus. Passava muito tempo pregando e lendo a bíblia para outros escravos, e chegou a receber o apelido de "O Profeta". Assim, de certo modo, a rebelião que ele iria liderar era, na sua interpretação, uma ação orientada pelo divino. Um grande orador, Turner chegou a receber apoio de pessoas brancas também.
A rebelião de escravos liderada por Turner começou em 21 de agosto de 1831 e terminou em fracasso. Centenas de pessoas foram mortas e outras dezenas foram capturadas e executadas na forca. Turner conseguiu evadir as autoridades por dois meses, mas foi encontrado, julgado e condenado a morte, sendo enforcado logo depois. Uma das respostas a esta revolta por parte dos governos estaduais foi a adoção de leis mais duras, mirando os afro-americanos (escravos ou libertos). Entre as medidas tomadas, estavam a proibição da educação para negros, restrição da liberdade de reunião para escravos libertos e proibição do direitos deles de terem armas e votar. Brancos também deveriam estar presentes em reuniões religiosas de negros.
Nat Turner é lembrado em alta conta pela comunidade afro-americana e pelo movimento anti-escravagista, sendo reconhecido como um líder de resistência que levantou seu povo em revolta para a liberdade.